# Conchapelopia pallidula
Conchapelopia pallidula är en tvåvingeart som först beskrevs av Johann Wilhelm Meigen 1818.  Conchapelopia pallidula ingår i släktet Conchapelopia och familjen fjädermyggor. Arten är reproducerande i Sverige. Inga underarter finns listade i Catalogue of Life.